# Arba Minch University
Arba Minch University är ett universitet i Etiopien. Det ligger i den sydvästra delen av landet, 400 km söder om huvudstaden Addis Abeba. Arba Minch University ligger 1 230 meter över havet.